# Christoph Brouwer
Pour les articles homonymes, voir Brouwer.
Christoph Brouwer (parfois latinisé en Christophorus Browerius), né le 10 novembre 1559 à Arnhem (Pays-Bas) et mort le 2 juin 1617 à Trèves (Électorat de Trèves), est un prêtre jésuite des Pays-Bas, historien ecclésiastique et hagiographe. Il est surtout connu pour son histoire détaillée de l’archidiocèse de Trèves. 

## Biographie
Né à Arnhem le 10 novembre 1559, Christopher Brouwer étudie la philosophie à Cologne et y obtient son diplôme avant d’entrer dans la Compagnie de Jésus. Il commence son noviciat à Trèves le 12 mars 1580. À la fin de sa formation jésuite il est ordonné prêtre en 1596, probablement à Trèves où il est envoyé enseigner la philosophie. 
Il est bientôt envoyé à Fulda où, de 1601 à 1607, il est recteur du collège jésuite. Par après, il est recteur du collège de Trèves (1607-1613). Il y meurt quelques années plus tard, le 2 juin 1617, emporté par une pénible maladie.[évasif]
Érudit rigoureux il édite et publie les poésies latines de Venance Fortunat et Raban Maur. Ses biographies de saints allemands sont populaires ; certaines d’entre elles sont reprises par les bollandistes et publiées dans les Acta Sanctorum. De son vivant il publie une histoire du diocèse de Fulda (1612). Son histoire de l’archidiocèse de Trèves est publiée après sa mort, par Jacob Masen.

## Œuvre principale
Brouwer passe un temps considérable à des recherches historiques permettant la composition de son histoire de l’archidiocèse de Trèves ‘Antiquitates Annalium Trevirensium...’. Le projet fut mis en chantier à la demande des archevêques Jean de Schönenberg et Lothaire de Metternich, pour contrer une publication partisane de la ville de Trèves. Cependant son objectivité historique non-partisane n’eut pas l’heur de plaire à ses commanditaires et le livre ne fut publié qu’en 1626 (à Cologne), après sa mort, et non sans que d’importantes modifications ne furent introduites dans le manuscrit. 
Jacob Masen continua l’œuvre de Brouwer. En particulier il mena à bien le projet du ‘Metropolis Ecclesiae Treviricae’, qui se voulait une description des villes, églises et monastères de l’archidiocèse de Trèves.  L’œuvre fut publiée en 1855, à Coblence. 

## Écrits
- Fuldensium Antiquitatum, (4 vol.), Anvers, 1612.
- Antiquitates Annalium Trevirensium..., Cologne, 1626.
- Metropolis Ecclesiae Treviricae, (ed. Jacob Masen et C. de Stramberg), Coblence, 1855-1856.